# 토마시 시보크
토마시 시보크(체코어: Tomáš Sivok, 1983년 9월 15일 ~ )는 체코의 은퇴한 축구 선수이다. 센터백으로 활약했다.